# スロー・トレイン・カミング
『スロー・トレイン・カミング』（Slow Train Coming）は、1979年にリリースされたボブ・ディランのスタジオ・アルバム。ユダヤ教の教えで育ってきたディランが、1978年末にボーン・アゲイン・クリスチャンとなったことを反映して、ゴスペルの色が強い作品となった。
ビルボード200チャートで最高3位、全英アルバム・チャートで2位を記録した。RIAAによりプラチナ・ディスクに認定されている。

## 解説
1978年11月17日、サンディエゴでコンサートを行っていたディランは、客席から投げ入れられた銀の十字架をポケットに入れた。数日後、その十字架に触れた時、ディランは神の啓示を受けたという。1979年に入ると、3か月に渡り、本格的に聖書を学んだ。ディランはキリスト教の中でも特に根本主義に影響を受けたとも言われていたが、1990年代にはディラン自身がそれを否定。
1979年5月、キリスト教を反映した新曲をレコーディング。プロデューサーは、アレサ・フランクリン等を手がけたジェリー・ウェクスラーと、マッスル・ショールズ・サウンド・スタジオのキーボーディストであるバリー・ベケットの2人。ダイアー・ストレイツのマーク・ノップラーとピック・ウィザースもセッションに参加した。ディランは本作の音作りに関して「プロのアルバム」と語っている。

## 反響
本作は、ビルボード誌のアルバム・チャートで最高3位を記録、イギリスでは2位に達した。シングル「ガッタ・サーヴ・サムバディ」は全米24位に達し、同曲はグラミー賞ベスト・ロック・ボーカル（男性）部門を受賞。ディランの個人名義としては初のグラミー受賞となった。
一方、ディランのゴスペル路線に対し、戸惑いの声も少なくなかった。ジョン・レノンは1980年、「ガッタ・サーヴ・サムバディ」へのアンサー・ソング「サーヴ・ユアセルフ」を作り、アコースティック・ギター弾き語りによるホーム・レコーディングを残している（『ジョン・レノン・アンソロジー』『ウォンサポナタイム』といった未発表音源集に収録）。同曲はディランを批判したとも取れる歌詞だが、ジョンは一方で、ディランの信仰に関して「個人的なことだから賛成も反対もしない」と発言している。
本作に伴うツアーでは、過去のヒット曲を封印し、新しく作ったゴスペル曲ばかりでセット・リストを固めたため、以前からのファンの間で物議を醸した一方、多くのキリスト教信者がステージを見に来た公演もあったという。

## 収録曲
全曲ボブ・ディラン作詞・作曲

### Side 1
1. ガッタ・サーヴ・サムバディ - Gotta Serve Somebody – 5:24
2. プレシャス・エンジェル - Precious Angel – 6:31
3. アイ・ビリーヴ・イン・ユー - I Believe in You – 5:09
4. スロー・トレイン - Slow Train – 5:58

### Side 2
1. ゴナ・チェンジ・マイ・ウェイ・オブ・シンキング - Gonna Change My Way of Thinking – 5:28
2. ドゥ・ライト・トゥ・ミー・ベイビー - Do Right to Me Baby (Do Unto Others) – 3:53
3. ホェン・ユー・ゴナ・ウェイク・アップ - When You Gonna Wake Up – 5:29
4. マン・ゲイヴ・ネームズ・トゥ・オール・ジ・アニマルズ - Man Gave Names to All the Animals – 4:27
5. ホェン・ヒー・リターンズ - When He Returns – 4:32

## 参加ミュージシャン
- ボブ・ディラン - ボーカル、ギター
- マーク・ノップラー - ギター
- バリー・ベケット - キーボード、パーカッション
- ティム・ドラモンド - ベース
- ピック・ウィザース - ドラムス
- マッスル・ショールズ・ホーンズ - ホーン
- ミッキー・バッキンス - パーカッション
- キャロライン・デニス - バックグラウンド・ボーカル
- ヘレナ・スプリングス - バックグラウンド・ボーカル
- レジーナ・ヘイヴィス - バックグラウンド・ボーカル

## リリース
日本
| 日付           | レーベル  | フォーマット | カタログ番号 | 付記                                           |
| -------------- | --------- | ------------ | ------------ | ---------------------------------------------- |
| 1979年9月1日   | CBSソニー | LP           | 25AP 1610    |                                                |
| 1986年9月21日  | CBSソニー | CD           | 32DP 375     | ロック名盤コレクション                         |
| 1993年9月22日  | ソニー    | CD           | SRCS 6338    | NICE PRICE LINE                                |
| 2003年12月17日 | ソニー    | SACD HYBRID  | MHCP-10013   |                                                |
| 2004年9月23日  | ソニー    | CD           | MHCP-380     | デジタル・リマスター、紙ジャケ、完全生産限定盤 |
| 2005年9月21日  | ソニー    | CD           | MHCP-814     | 2003年デジタル・リマスター、NICE PRICE         |
| 2009年9月30日  | ソニー    | Blu-spec CD  | SICP-20231   |                                                |